# Ted Lange
Theodore "Ted" Lange (ur. 5 stycznia 1948 w Oakland w Kalifornii) – amerykański aktor znany głównie z roli barmana Isaaca w popularnym serialu komediowym Statek miłości (1977–1986). Próbował także swoich sił jako reżyser i scenarzysta.

## Filmografia
- Statek miłości (1977–1986; serial TV) jako Isaac Washington, barman
- Aniołki Charliego (1976-81; serial TV) jako Isaac Washington (gościnnie)
- Wyspa Fantazji (1977–1984; serial TV) jako Wielki Scott (gościnnie)
- Miasteczko Evening Shade (1990-94; serial TV) jako pan Taxerman (gościnnie)
- Dziewczyna z komputera (1994-97; serial TV) jako Isaac (gościnnie)
- Gorączka w mieście (1999; serial TV) jako Frank Millan (gościnnie)
- Diabli nadali (1998–2007; serial TV) jako Barkeep (gościnnie)
- Hoży doktorzy (2001-10; serial TV) jako pan Bliar (gościnnie)
- Drake i Josh (2004-07; serial TV) jako pan Calvert (gościnnie)
- Szpital miejski (1963-nadal; serial TV) jako sędzia (gościnnie w odc. z 2007)
- Świry (2006-nadal; serial TV) jako Pookie (gościnnie)
- Szalony akademik 2 (2006) jako sławny sędzia
- Szampańskie życie (2006) – w roli siebie samego
- Dzień wagarowicza (2008) jako wielebny

Zajmował się także reżyserią seriali telewizyjnych; pracował m.in. przy takich produkcjach jak: Statek miłości (wyreżyserował 12 odcinków tego serialu), Wyspa Fantazji, Zwariowana rodzinka, Dharma i Greg. Był także autorem scenariusza do kilku odcinków Statku miłości.